# Den Røde Cottage
Den Røde Cottage er en fredet bygning på Strandvejen i Klampenborg. Den er tegnet i 1844 af Gottlieb Bindesbøll og blev fredet i 1976. Den er ejet af Naturstyrelsen og har siden 1996 været forpagtet af private til restaurationsdrift.

## Historie
Køkkenchef og kok Anita Klemensen gik sammen med kokkene Anders Wulff-Sørensen og Lars Thomsen, som hun før havde haft ansat som souschefer i sin restaurant 1. th., som var beliggende i en herskabslejlighed på Herluf Trolles Gade i København. De tre, og daværende ejer af FC Nordsjælland Allan K. Pedersen, investerede penge, med Anita Klemensen som største investor, i åbningen af spisestederne Det Røde Cottage og Det Gule Cottage ved den tidligere Klampenborg Vandkur-, Brønd- og Badeanstalt. Den Gule Cottage fik Anders Wulff-Sørensen som køkkenchef og fungerede som frokostrestaurant, mens restauranten i den røde bygning fik Lars Thomsen som styrmand i køkkenet, der udelukkende skulle lave gourmetmad. Begge restauranter åbnede 17. maj 2010.
I marts 2012 fik Den Røde Cottage for første gang tildelt én stjerne i Michelinguiden. Ved de efterfølgende årlige uddelinger bevarede restauranten sin stjerne, hvor februar 2017 var seneste gang.
I efteråret 2017 meddelte Anita Klemensen, at hun ønskede at afhænde Den Røde Cottage, og således blev det sidste måltid i hendes forpagtningsperiode serveret i december 2017. I januar 2018 overtog Simon Lerche forpagtningen med det formål fortsat at drive restaurant. Ved den lejlighed mistede restauranten sin stjerne i Michelinguiden.
1. januar 2024 er den overtaget af forpagterparret Rikke Kold Black og Peter Steen, som også driver Den Gule Cottage og Raadvad Kro. 